# Deconychura typica
El trepatroncos colilargo pequeño  (Deconychura typica) es una especie de ave paseriforme perteneciente a la subfamilia Dendrocolaptinae de la familia Furnariidae. Es nativa de América Central y del extremo noroeste de América del Sur. 

## Distribución y hábitat
Se distribuye de forma disjunta desde el noreste de Honduras, por Nicaragua, Costa Rica, Panamá, hasta el centro norte de Colombia.
Esta especie es considerada poco común y local en su hábitats naturales: los niveles medio y bajo del interior de selvas húmedas bajas y también de estribaciones y montanas bajas, entre 400 y 1700 metros de altitud.

## Descripción
Mide entre 17 a 18 cm de longitud y pesa entre 19 a 26 g. Sus partes superiores son de color marrón, con la cabeza moteada con pequeñas rayas anteadas y fuscas. Las remeras y la cola son de color castaño rufo; las coberteras primarias y el álula son fuscas. Su lista superciliar y el anillo ocular son anteados. La garganta y la barbilla son ante opaco y el pecho es castaño oliváceo oscuro con manchas grandes anteadas. El resto de la región inferior es de color castaño oliváceo más claro, con un listado anteado, fino y escaso. El forro de las alas es ante a canela. El iris es color avellana, la maxila negruzca y la mandíbula gris. Las patas son plomizas.

## Sistemática

### Descripción original
La especie D. typica fue descrita por primera vez por el ornitólogo estadounidense George Kruck Cherrie en 1891 bajo el mismo nombre científico; su localidad tipo es: «Pozo Azul de Pirrís, suroeste de Costa Rica».

### Etimología
El nombre genérico femenino «Deconychura» se compone de las palabras del griego « δεκα deka que significa ‘diez’;  ονυξ onux, ονυχος onukhos» que significa ‘garra’, ‘zarpa’; y «ουρα oura» que significa ‘cola’; en referencia a las diez rectrices con hastes rígidas y curvas de la cola; y el nombre de la especie «typica» proviene del latín «typicus» que significa ‘típico’, en referencia a ser considerada la especie tipo del género.

### Taxonomía
En el pasado ya fue tratada como especie separada y después como el grupo de subespecies D. longicauda typica del trepatroncos colilargo (Deconychura longicauda); nuevamente como especie separada por las clasificaciones Aves del Mundo (HBW), Birdlife International (BLI) y del Congreso Ornitológico Internacional (IOC), con base en diferencias morfológicas y significativas diferencias de vocalización. La separación fue posteriormente también adoptada por Clements checklist/eBird y reconocida en la Propuesta No 997 al Comité de Clasificación de Sudamérica (SACC).
Las principales diferencias apuntadas por HBW para justificar la separación son: su menor tamaño (las alas del macho miden 91–99 mm, contra 106–110 de D. longicauda, y 102–111, de Deconychura pallida; el pecho con motas y no estrías; las cobertoras inferiores de la colas de color castaño; la garganta y el mentón de color beige-blanco más claro; y el canto, una larga y rápida serie de notas cortas y aflautadas, que comienzan y terminan lentas, en mayor cantidad y de más corta duración.

### Subespecies
Según las clasificaciones del Congreso Ornitológico Internacional (IOC) y Clements Checklist/eBird se reconocen tres subespecies, con su correspondiente distribución geográfica:
- Deconychura typica typica Cherrie, 1891 – noreste de Honduras (Olancho, Gracias a Dios), noroeste y sur de Nicaragua (Río San Juan) y centro norte y suroeste de Costa Rica al este hasta el centro de Panamá (Chiriquí, Veraguas).
- Deconychura typica darienensis Griscom, 1929 – este de Panamá y adyacente noroeste de Colombia (hacia el este hasta el medio valle del Magdalena).
- Deconychura typica minor Todd, 1919 – centro norte de Colombia (Santander).